# Murex recurvirostris
Murex recurvirostris är en snäckart som beskrevs av William John Broderip 1833. Murex recurvirostris ingår i släktet Murex och familjen purpursnäckor.

## Underarter
Arten delas in i följande underarter:
- M. r. sallasi
- M. r. woodringi
- M. r. recurvirostris